# شمشیر خدایان ۲: عملیات کاندور
شمشیر خدایان ۲: عملیات کاندور (به انگلیسی: Armour of God II: Operation Condor) یک فیلم کمدی، رزمی هنگ کنگی محصول سال ۱۹۹۱ که توسط جکی چان نوشته و کارگردانی شده که نقش اصلی را نیز بازی می‌کند. این فیلم ادامه شمشیر خدایان (۱۹۸۶) می‌باشد. همچنین قسمت سوم این فیلم در سال ۲۰۱۲ با نام زودیاک چینی منتشر شد.

## بازیگران
- جکی چان در نقش جکی، با نام مستعار «شاهین آسیایی» / «کرکس آسیایی»
- کارول چنگ (معروف به دو دو چنگ) در نقش اِیدا
- ایوا کوبو دی گارسیا در نقش السا
- شکو ایکدا در نقش ماموکو
- دانیل مینتز در نقش آمون
- آلدو سامبرلدر نقش آدولف (در نقش آلدو برل سانچس)
- بوژیدار اسمیل‌یانیچ نقش دوک / بارون
- جاناتان ایسگار در نقش تسزا
- کن گودمن
- استیو تارتالیا
- وینسنت لین
- مارس (بدل‌کار)
- کن لو (بدل‌کار)